# シャーマン郡 (テキサス州)
シャーマン郡（シャーマンぐん、英: Sherman County）は、アメリカ合衆国テキサス州の北部に位置する郡である。2010年国勢調査での人口は3,034人であり、2000年の3,186人から4.8%減少した。郡庁所在地はストラットフォード市（人口2,017人）であり、同郡で人口最大の都市でもある。郡名はテキサス革命で戦ったシドニー・シャーマンに因んで名付けられた。テキサス州には他にシャーマンという都市があり、同じシドニー・シャーマンに因んでいるが、南東に約430マイル (690 km) 離れたグレイソン郡の郡庁所在地である。シャーマン郡は州内に30ある禁酒郡（ドライ）の1つである。

## 地理
アメリカ合衆国国勢調査局に拠れば、郡域全面積は923平方マイル (2,391 km2)であり、事実上すべて陸地である。

### 主要高規格道路
- アメリカ国道54号線
- アメリカ国道287号線
- テキサス州道15号線

### 隣接する郡
- テキサス郡 (オクラホマ州) - 北
- ハンスフォード郡 - 東
- ムーア郡 - 南
- ダラム郡 - 西
- シマロン郡 (オクラホマ州) - 北西

## 人口動態
以下は2000年の国勢調査による人口統計データである。
| 基礎データ - 人口: 3,186人 - 世帯数: 1,124 世帯 - 家族数: 865 家族 - 人口密度: 1人/km2（4人/mi2） - 住居数: 1,275軒 - 住居密度: 1軒/km2（1軒/mi2） 人種別人口構成 - 白人: 82.49% - アフリカン・アメリカン: 0.53% - ネイティブ・アメリカン: 0.66% - アジア人: 0.03% - その他の人種: 14.63% - 混血: 1.66% - ヒスパニック・ラテン系: 27.43% 年齢別人口構成 - 18歳未満: 31.4% - 18-24歳: 7.0% - 25-44歳: 26.5% - 45-64歳: 21.5% - 65歳以上: 13.6% - 年齢の中央値: 34歳 - 性比（女性100人あたり男性の人口） - 総人口: 102.5 - 18歳以上: 95.7 | 世帯と家族（対世帯数） - 18歳未満の子供がいる: 40.7% - 結婚・同居している夫婦: 68.0% - 未婚・離婚・死別女性が世帯主: 6.0% - 非家族世帯: 23.0% - 単身世帯: 21.5% - 65歳以上の老人1人暮らし: 10.0% - 平均構成人数 - 世帯: 2.76人 - 家族: 3.24人 収入と家計 - 収入の中央値 - 世帯: 33,179米ドル - 家族: 38821米ドル - 性別 - 男性: 27,481米ドル - 女性: 21,036米ドル - 人口1人あたり収入: 17,210米ドル - 貧困線以下 - 対人口: 16.1% - 対家族数: 11.9% - 18歳未満: 21.9% - 65歳以上: 12.0% |

## 都市と町
- ストラットフォード - 郡庁所在地
- テクスホマ